# Liuzhou
Liuzhou [lĭ˘ō'ʤōː'] is een stad in het zuiden van China, ten noordnoordoosten van Nanning.
Het is een industriestad met een groot ijzer- en staalcomplex van Liuzhou Steel. De stad telt 2,2 miljoen inwoners (2020).
Liuzhou ligt in het centrum van de autonome regio Guangxi aan de rivier de Liu op de kruising van drie spoorwegen. Belangrijke verbindingen naar Nanning, Guilin, Wuzhou en naar het noorden via Hechi en Duyun naar Guiyang.

## Partnerstad
- Passau, sinds 1999
- Bandung, sinds 2009

## Geboren
- Li Ning (1963), turner